# 花崗岩化作用

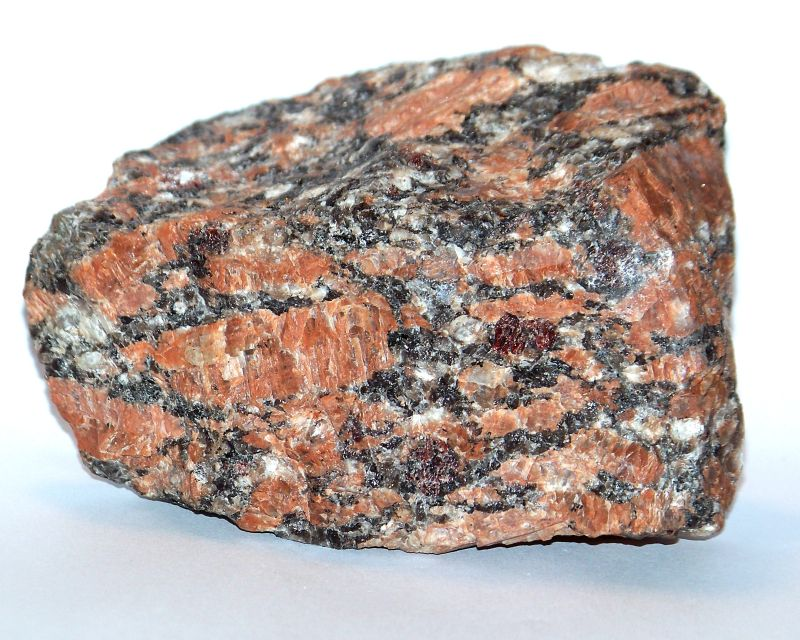
花崗岩質岩の例

花崗岩化作用（かこうがんかさよう、granitification, granitization）は、花崗岩以外の岩石が花崗岩化する作用である。実在する多量の花崗岩の成因を説明する画期的な説として、ある種の花崗岩が片麻岩など、高度の広域変成岩と漸移関係を示し、両者が構造的に調和を保つとみられるという事実から誕生した説で、1930年代から1950年代まで岩石学の論争の的になった 。
グラニティフィケーション (granitification)
主に堆積岩が熔融状態を経ずに変成岩の過程で花崗岩または花崗岩質片麻岩に変化すること。高温である必要はない。
グラニタイゼイション (granitization)
岩石の成分が加わったり移動し去ったりすることによって、いろいろな組成や成因の既存の固体の岩石が、熔融したマグマの状態を通らずに花崗岩あるいは花崗岩質岩類に変化する過程。この作用にはパリンジェネシス、シンテクシス、交代作用、ミグマタイト化作用など様々なものが含まれており、花崗岩化作用の考え方も多様である。